# Gymnopus
Gymnopus (Christian Hendrik Persoon, 1801 ex Samuel Frederick Gray, 1821) din încrengătura Basidiomycota în clasa Agaricomycetes, ordinul Agaricales și familia Marasmiaceae, este un gen mare de ciuperci saprofite și/sau parazite (numai câteva) cu global peste 300 de specii, în Europa mai puține. Soiurile ale acestui gen se dezvoltă, de la câmpie la munte în grupuri cu multe exemplare, adesea în tufe în păduri de foioase și de conifere, dar, de asemenea, prin grădini și parcuri. Timpul apariției depinde de specie. Se poate găsi din mai până toamna târziu înainte de primul ger.. Multe specii au fost transferate de a lungul timpului de la genul Collybia în 1997. Tip de specie este Gymnopus fusipes.

## Taxonomie

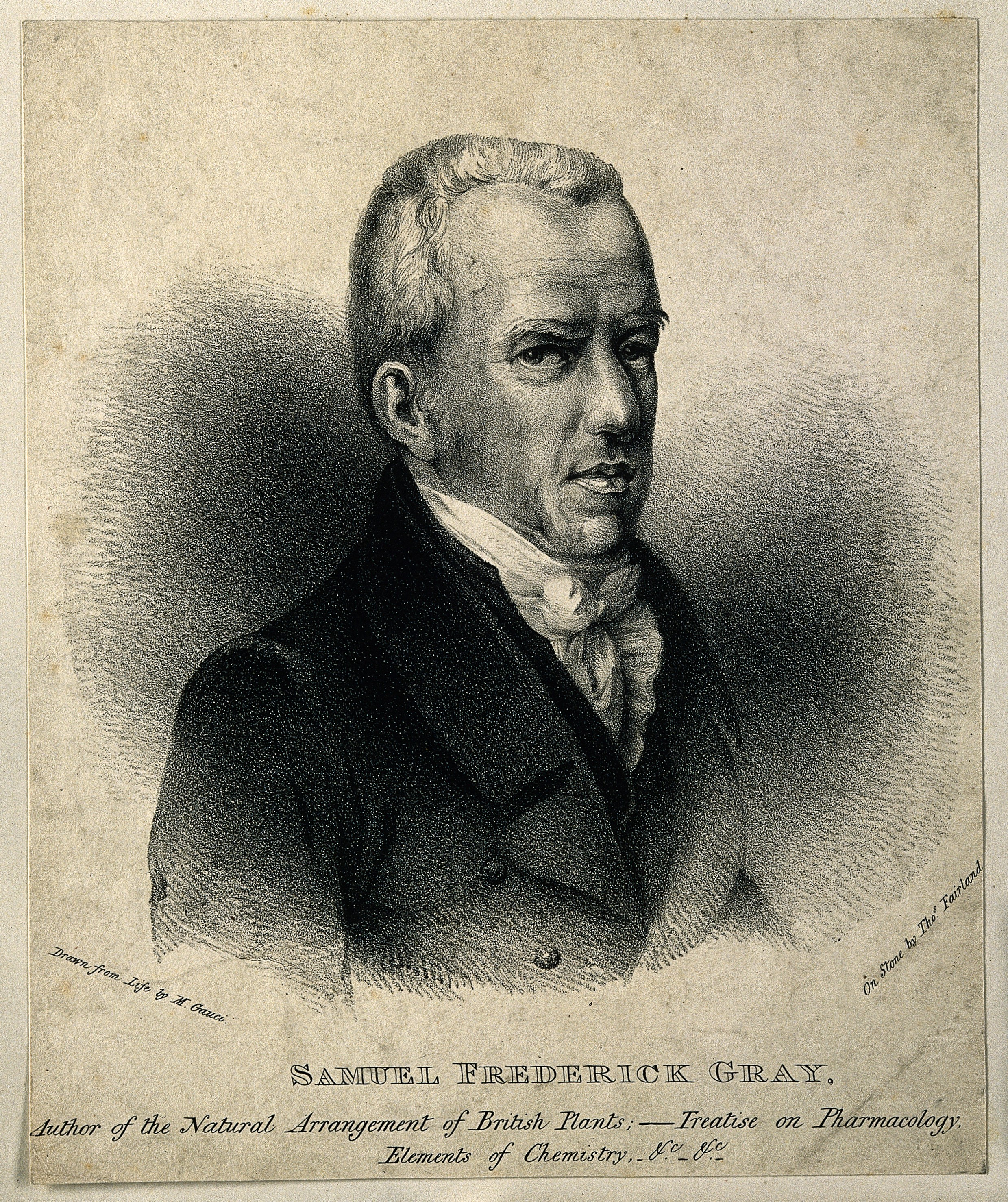
Samuel Frederick Gray

Numele binomial este Agaricus sect. Gymnopus, determinat de renumitul savant sudafrican (Christian Hendrik Persoon în volumul 2 al lucrării sale Synopsis methodica Fungorum din 1801. Apoi, în 1821, micologului englez Samuel Frederick Gray a fost ridicat la statul de gen sub denumirea actuală (2024).
Termenul Dictyoploca, determinat de micologul francez Narcisse Théophile Patouillard în Bulletin de la Société mycologique de France din 1890, bazat pe descrierea medicului și botanistului francez Camille Montagne (1784-1866) și toate celelalte încercări de redenumire sunt acceptate sinonim, dar nu sunt folosite.
Numele generic este derivat din cuvântul de limba greacă veche (greacă veche γυμνός= golaș, nud, strălucitor), datorită aspectului general.

## Descriere

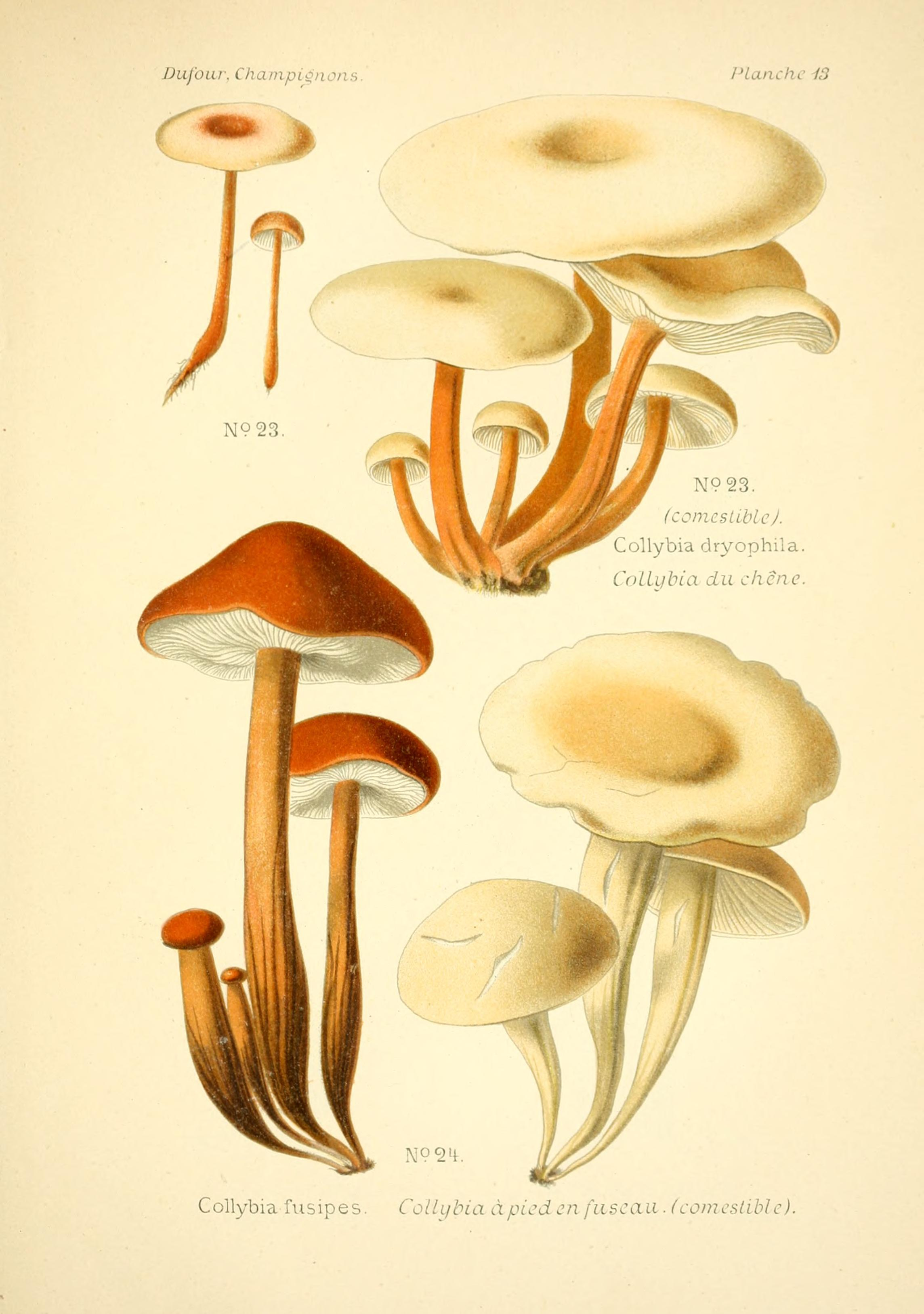
Div. specii Gymnopus

- Pălăria: este  de dimensiune mică până mijlocie, subțire până destul de cărnoasă, preponderent higrofană, inițial convexă, aplatizându-se cu timpul, devenind adesea din ce în ce mai adâncită și neregulată cu marginea răsucită în sus și prezentând ocazional un gurgui mic și turtit în centru. Cuticula este netedă și goală, mată sau lucioasă, niciodată vâscoasă, cu un colorit variabil, care poate fi albicios, ocru-gălbui, ocru, galben-maroniu, brun-roșiatic, castaniu sau brun închis.
- Lamelele: sunt subțiri, dense, bifurcate și aderate la picior, uneori aproape libere. Coloritul este mereu mai deschis decât pălăria, fiind alb până ocru-gălbui.
- Piciorul: mai lung ca diametrul pălăriei este mereu dur, cartilaginos și fibros, neted sau striat, cu o bază pliată, foarte des prelungită în formă de rădăcină și de la început sau după scurt timp gol pe dinăuntru.
- Carnea: este destul de subțire și ceva elastică, la cele mai multe specii necomestibilă, din cauza mirosului dezgustător (de exemplu Gymnopus hariolorum, [11] Gymnopus impudicus[12])  și/sau gustului iute (de exemplu Gymnopus peronatus[13]). Specii adevărat toxice nu sunt cunoscute.[4][5][14]
- Caracterisici miccroscopice: are spori mici, netezi, elipsoidali, în formă de picătură, hialini (translucizi) și neamilozi (nu se decolorează cu reactivi de iod). Pulberea lor este albă. Basidiile cu 2-4 sterigme fiecare au o formă de măciucă. Cheilocistidele (elemente sterile situate pe muchia lamelor) sunt clavate neregulat cu excrescențe cu cârlige. Pleurocistidele (elemente sterile situate în himenul de pe fețele lamelor)  lipsesc adesea. Hifele pe cuticulă pot fi noduroase sau ramificate.

## Specii ale genului (selecție)
În trecut, un număr mare de specii cu spori albi, unele foarte frecvente, au fost atribuite genului Collybia, dar din 1997, majoritatea au fost separate din nou în alte genuri, cele mai multe transferate la genul Gymnopus. Următoarele specii ale genului sunt listate în Index Fungorum:
| - Gymnopus agricola Murrill 1916 - Gymnopus albipes Har. Takah. & Taneyama 2016 - Gymnopus albistrictus Murrill 1938 - Gymnopus albus (Peck) Murrill 1916 - Gymnopus albus Gray 1821 - Gymnopus alcalinolens (Peck) Murrill 1916 - Gymnopus alkalivirens (Singer) Halling 1997 - Gymnopus allegreti (De Seynes) A.W. Wilson, Desjardin & E. Horak 2004 - Gymnopus alnicola J.L. Mata & Halling 2004 - Gymnopus alpicola (Bon & Ballarà) Esteve-Rav., V. González, Arenal & E. Horak 1998 - Gymnopus alpinus (Vilgalys & O.K. Mill.) Antonín & Noordel. 1997 - Gymnopus amygdalisporus Polemis & Noordel. 2007 - Gymnopus androsaceus (L.) Della Magg. & Trassin. 2014 - Gymnopus aporpohyphes (Singer) Tkalčec & Mešić 2013 - Gymnopus aquosus (Bull.) Antonín & Noordel. 1997 - Gymnopus asetosus Antonín, Ryoo & Ka 2014 - Gymnopus atlanticus V. Coimbra, Pinheiro, Wartchow & Gibertoni 2015 - Gymnopus atratoides (Peck) Murrill 1916 - Gymnopus atriceps Murrill 1942 - Gymnopus atrigilvus Murrill 1946 - Gymnopus aurantiacus Murrill 1939 - Gymnopus aurantiipes (Corner) A.W. Wilson, Desjardin & E. Horak 2004 - Gymnopus austrosemihirtipes A.W. Wilson, Desjardin & E. Horak 2004 - Gymnopus avellaneidiscus Murrill 1916 - Gymnopus avellaneigriseus Murrill 1916 - Gymnopus bactrosporus (Singer) Mešić & Tkalčec 2013 - Gymnopus barbipes R.H. Petersen & K.W. Hughes 2014 - Gymnopus bazugensis S.A. Cantrell & Lodge 2008 - Gymnopus beltraniae Bañares, Antonín & G. Moreno 2007 - Gymnopus benoistii (Boud.) Antonín & Noordel. 1997 - Gymnopus bicolor A.W. Wilson, Desjardin & E. Horak 2004 - Gymnopus biformis (Peck) Halling 1997 - Gymnopus billbowesii Desjardin & B.A. Perry 2017 - Gymnopus bisporiger Antonín & Noordel. 2008 - Gymnopus bisporus (J. Carbó & Pérez-De-Greg.) J. Carbó & Pérez-De-Greg. 2006 - Gymnopus brassicolens (Romagn.) Antonín & Noordel. 1997 - Gymnopus brevistipitatus (Antonín) Tkalčec & Mešić 2013 - Gymnopus brunneigracilis (Corner) A.W. Wilson, Desjardin & E. Horak 2004 - Gymnopus brunnescens (Murrill) M. Villarreal, Heykoop & Esteve-Rav. 2002 - Gymnopus bulliformis R.H. Petersen 2016 - Gymnopus butyraceus-trichopus Murrill 1938 - Gymnopus campinaranae (Singer) Mešić & Tkalčec 2013 - Gymnopus carnosus (Curtis) Murrill 1916 - Gymnopus caryophilus Murrill 1945 - Gymnopus castaneidiscus Murrill 1939 - Gymnopus castaneus M. Villarreal, Heykoop & Esteve-Rav. 2002 - Gymnopus catalonicus (Vila & Llimona) Vila & Llimona 2006 - Gymnopus ceraceicola J.A. Cooper & P. Leonard 2013 - Gymnopus cervinicolor (Murrill) J.L. Mata 2009 - Gymnopus cervinus (Henn.) Desjardin & B.A. Perry 2017 - Gymnopus cinchonensis Murrill 1916 - Gymnopus cockaynei (G. Stev.) J.A. Cooper & P. Leonard 2012 - Gymnopus collybioides (Speg.) Desjardin, Halling & Hemmes 1999 - Gymnopus compressus Gray 1821 - Gymnopus confluens (Pers.) Antonín, Halling & Noordel. 1997 - Gymnopus coniceps Murrill 1942 - Gymnopus contrarius (Peck) Halling 1997 - Gymnopus coracicolor (Berk. & M.A. Curtis) J.L. Mata 2009 - Gymnopus cremeimellus Murrill 1916 - Gymnopus cremeostipitatus Antonín, Ryoo & Ka 2014 - Gymnopus cremoraceus (Peck) Murrill 1916 - Gymnopus cylindricus J.L. Mata 2004 - Gymnopus densilamellatus Antonín, Ryoo & Ka 2016 - Gymnopus dentatus Murrill 1916 - Gymnopus denticulatus Murrill 1916 - Gymnopus detersibilis (Berk. & M.A. Curtis) Murrill 1916 - Gymnopus dichrous (Berk. & M.A. Curtis) Halling 1997 | - Gymnopus diminutus (Berk. & Broome) A.W. Wilson, Desjardin & E. Horak 2004 - Gymnopus discipes (Clem.) Murrill 1916 - Gymnopus disjunctus R.H. Petersen & K.W. Hughes 2014 - Gymnopus dispermus E. Ludw. 2012 - Gymnopus domesticus Murrill 1916 - Gymnopus druceae (G. Stev.) J.A. Cooper & P. Leonard 2012 - Gymnopus dryophilus (Bull.) Murrill 1916 - Gymnopus dysodes (Halling) Halling 1997 - Gymnopus dysosmus Polemis & Noordel. 2007 - Gymnopus earleae Murrill 1916 - Gymnopus eatonae Murrill 1916 - Gymnopus ellisii Murrill 1917 - Gymnopus eneficola R.H. Petersen 2014 - Gymnopus erythropus (Pers.) Antonín, Halling & Noordel. 1997 - Gymnopus expallens (Peck) Murrill 1916 - Gymnopus exsculptus (Fr.) Murrill 1916 - Gymnopus fagiphilus (Velen.) Antonín, Halling & Noordel. 1997 - Gymnopus farinaceus Murrill 1916 - Gymnopus fasciatus (Penn.) Halling 1997 - Gymnopus fertilis (Pers.) Gray 1821 - Gymnopus fibrosipes (Berk. & M.A. Curtis) J.L. Mata 2003 - Gymnopus flavescens Murrill 1916 - Gymnopus floridanus Murrill 1939 - Gymnopus foetidus (Sowerby) P.M. Kirk 2014 - Gymnopus foliiphilus R.H. Petersen 2016 - Gymnopus fragillior R.H. Petersen 2016 - Gymnopus fuegianus (Singer) Halling & J.L. Mata 2004 - Gymnopus fuliginellus (Peck) Murrill 1916 - Gymnopus fulvidiscus Murrill 1916 - Gymnopus funalis (Har. Takah.) Antonín, Ryoo & Ka 2014 - Gymnopus fuscolilacinus (Peck) Murrill 1916 - Gymnopus fuscopurpureus (Pers.) Antonín, Halling & Noordel. 1997 - Gymnopus fuscotramus Mešić, Tkalčec & Chun Y. Deng 2011 - Gymnopus fusipes (Bull.) Gray 1821 - Gymnopus fusipes Rabenh. 1858 - Gymnopus gibbosus (Corner) A.W. Wilson, Desjardin & E. Horak 2004 - Gymnopus glabrocystidiatus Antonín, Ryoo & Ka 2014 - Gymnopus glabrosipes R.H. Petersen 2016 - Gymnopus glatfelteri Murrill 1916 - Gymnopus griseifolius Murrill 1916 - Gymnopus hakaroa J.A. Cooper & P. Leonard 2013 - Gymnopus hariolorum (Bull.) Antonín, Halling & Noordel. 1997 - Gymnopus herinkii Antonín & Noordel. 1996 - Gymnopus hirtelloides Desjardin & B.A. Perry 2017 - Gymnopus hirtellus (Berk. & Broome) Desjardin & B.A. Perry 2017 - Gymnopus hondurensis (Murrill) J.L. Mata 2003 - Gymnopus huijsmanii Antonín & Noordel. 1997 - Gymnopus hybridus (Kühner & Romagn.) Antonín & Noordel. 1997 - Gymnopus imbricatus J.A. Cooper & P. Leonard 2013 - Gymnopus impudicus (Fr.) Antonín, Halling & Noordel. 1997 - Gymnopus indoctoides A.W. Wilson, Desjardin & E. Horak 2004 - Gymnopus indoctus (Corner) A.W. Wilson, Desjardin & E. Horak 2004 - Gymnopus inexpectatus Consiglio, Vizzini, Antonín & Contu 2008 - Gymnopus inodorus (Pat.) Antonín & Noordel. 1997 - Gymnopus inusitatus (Vila & Llimona) Vila & Llimona 2006 - Gymnopus iocephalus (Berk. & M.A. Curtis) Halling 1997 - Gymnopus irresolutus Desjardin & B.A. Perry 2017 - Gymnopus jamaicensis Murrill 1916 - Gymnopus johnstonii (Murrill) A.W. Wilson, Desjardin & E. Horak 2004 - Gymnopus junquilleus R.H. Petersen & J.L. Mata 2006 - Gymnopus kauffmanii (Halling) Halling 1997 - Gymnopus kidsoniae (G. Stev.) J.A. Cooper & P. Leonard 2012 | - Gymnopus lachnophyllus (Berk.) Murrill 1916 - Gymnopus lanipes (Malençon & Bertault) Vila & Llimona 2006 - Gymnopus lodgeae (Singer) J.L. Mata 2003 - Gymnopus loiseleurietorum (M.M. Moser, Gerhold & Tobies) Antonín & Noordel. 1997 - Gymnopus ludovicianus Murrill 1916 - Gymnopus luxurians (Peck) Murrill 1916 - Gymnopus macropus Halling 1996 - Gymnopus mammillatus Murrill 1939 - Gymnopus melanopus A.W. Wilson, Desjardin & E. Horak 2004 - Gymnopus menehune Desjardin, Halling & Hemmes 1999 - Gymnopus mesoamericanus J.L. Mata 2006 - Gymnopus micromphaloides R.H. Petersen & K.W. Hughes 2014 - Gymnopus microspermus (Peck) Murrill 1916 - Gymnopus microsporus (Peck) Murrill 1916 - Gymnopus montagnei (Berk.) Redhead 2014 - Gymnopus monticola Murrill 1916 - Gymnopus moseri Antonín & Noordel. 1997 - Gymnopus mucubajiensis (Dennis) Halling 1996 - Gymnopus musicola Murrill 1916 - Gymnopus mustachius Desjardin & B.A. Perry 2017 - Gymnopus neotropicus (Singer) J.L. Mata 2003 - Gymnopus nidus-avis E. César, Bandala & Montoya 2018 - Gymnopus nigritiformis Murrill 1916 - Gymnopus nigroimplicatus (Corner) Mešić, Tkalčec & Chun Y. Deng 2013 - Gymnopus nonnullus (Corner) A.W. Wilson, Desjardin & E. Horak 2004 - Gymnopus nubicola Halling 1996 - Gymnopus obscuroides Antonín & Legon 2008 - Gymnopus ocellus Desjardin & B.A. Perry 2017 - Gymnopus ocior (Pers.) Antonín & Noordel. 1997 - Gymnopus oculatus Murrill 1916 - Gymnopus omphalina Murrill 1945 - Gymnopus omphalodes (Berk.) Halling & J.L. Mata 2004 - Gymnopus oncospermatis (Corner) Har. Takah. 2002 - Gymnopus oreadoides (Pass.) Antonín & Noordel. 1997 - Gymnopus orizabensis Murrill 1916 - Gymnopus pacificus (Singer) Tkalčec & Mešić 2013 - Gymnopus pallidus Murrill 1916 - Gymnopus parvulus J.L. Mata, R.H. Petersen & K.W. Hughes 2006 - Gymnopus perforans (Hoffm.) Antonín & Noordel. 2008 - Gymnopus peronatus (Bolton) Gray 1821 - Gymnopus phyllogenus Har. Takah., Taneyama & Terashima 2016 - Gymnopus physcopodius (Mont.) Murrill 1916 - Gymnopus piceipes T. Miyam. & Igarashi 2001 - Gymnopus pilularius (Mont.) Murrill 1916 - Gymnopus pinophilus R.H. Petersen 2016 - Gymnopus pleurocystidiatus Desjardin & B.A. Perry 2017 - Gymnopus plumosus (Bolton) Gray 1821 - Gymnopus polygrammus (Mont.) J.L. Mata 2003 - Gymnopus polyphyllus (Peck) Halling 1997 - Gymnopus ponderosae R.H. Petersen 2016 - Gymnopus portoricensis R.H. Petersen 2019 - Gymnopus potassiovirescens (Contu) Antonín & Noordel. 2008 - Gymnopus pseudolodgeae J.L. Mata 2004 - Gymnopus pseudoluxurians R.H. Petersen & K.W. Hughes 2014 - Gymnopus pseudomphalodes (Dennis) J.L. Mata 2006 - Gymnopus pubipes Antonín, A. Ortega & Esteve-Rav. 2003 - Gymnopus purpureicollus (Corner) A.W. Wilson, Desjardin & E. Horak 2004 - Gymnopus putillus (Fr.) Antonín, Halling & Noordel. 1997 - Gymnopus pygmaeus V. Coimbra, E. Larss., Wartchow & Gibertoni 2016 - Gymnopus pyracanthoides R.H. Petersen 2016 - Gymnopus pyrenaeicus (Bon & Ballarà) Antonín & Noordel. 2008 - Gymnopus quercophilus (Pouzar) Antonín & Noordel. 2008 - Gymnopus quinaultii R.H. Petersen 2016 - Gymnopus ramulicola T.H. Li & S.F. Deng 2016 - Gymnopus readiae (G. Stev.) J.L. Mata 2006 - Gymnopus reginae E. Ludw. 2012 - Gymnopus rhizomorphicola (Antonín) Mešić & Tkalčec 2013 - Gymnopus rigidichordus (Petch) Tkalčec & Mešić 2013 | - Gymnopus rodhallii Desjardin & B.A. Perry 2017 - Gymnopus roseilividus Murrill 1916 - Gymnopus salakensis A.W. Wilson, Desjardin & E. Horak 2004 - Gymnopus semihirtipes (Peck) Halling 1997 - Gymnopus sepiiconicus (Corner) A.W. Wilson, Desjardin & E. Horak 2004 - Gymnopus sequoiae (Desjardin) R.H. Petersen 2016 - Gymnopus similis Antonín, Ryoo & Ka 2016 - Gymnopus sinuatus Murrill 1916 - Gymnopus sphaerosporus M. Villarreal, Arenal & G. Moreno 2006 - Gymnopus spongiosus (Berk. & M.A. Curtis) Halling 1996 - Gymnopus squamiger Murrill 1916 - Gymnopus stenophyllus (Mont.) J.L. Mata & R.H. Petersen 2004 - Gymnopus striatipes (Peck) Halling 1997 - Gymnopus subabundans Murrill 1946 - Gymnopus subaquosus de Meijer 2009 - Gymnopus subavellaneus Murrill 1916 - Gymnopus subconiceps Murrill 1946 - Gymnopus subcyathiformis (Murrill) Desjardin, Halling & Hemmes 1999 - Gymnopus subflavescens Murrill 1916 - Gymnopus subflavifolius Murrill 1916 - Gymnopus subfunicularis Murrill 1946 - Gymnopus sublaccatus R.H. Petersen 2016 - Gymnopus sublatericius Murrill 1916 - Gymnopus subluxurians Murrill 1945 - Gymnopus subnivulosus Murrill 1916 - Gymnopus subnudus (Ellis ex Peck) Halling 1997 - Gymnopus subpruinosus (Murrill) Desjardin, Halling & Hemmes 1999 - Gymnopus subrigidichordus (Corner) Tkalčec, Mešić & Chun Y. Deng 2013 - Gymnopus subrugosus Murrill 1916 - Gymnopus subsulphureus (Peck) Murrill 1916 - Gymnopus subsupinus (Berk.) J.A. Cooper 2014 - Gymnopus subterginus (Halling) Halling 1997 - Gymnopus subtortipes Murrill 1946 - Gymnopus talisiae V. Coimbra, Pinheiro, Wartchow & Gibertoni 2015 - Gymnopus tamatavae (Bouriquet) Antonín, Buyck & Randrianj. 2005 - Gymnopus tamblinganensis A.W. Wilson, Desjardin & E. Horak 2004 - Gymnopus terginus (Fr.) Antonín & Noordel. 1997 - Gymnopus termiticola (Corner) A.W. Wilson, Desjardin & E. Horak 2004 - Gymnopus texensis (Berk. & M.A. Curtis) Murrill 1916 - Gymnopus thiersii (Desjardin) Mešić & Tkalčec 2013 - Gymnopus tomentellus (Berk. & M.A. Curtis) Tkalčec & Mešić 2013 - Gymnopus tortipes Murrill 1916 - Gymnopus trabzonensis Vizzini, Antonín, Seslı & Contu 2015 - Gymnopus tricholoma Murrill 1941 - Gymnopus trogioides A.W. Wilson, Desjardin & E. Horak 2004 - Gymnopus ugandensis (Pegler) Desjardin & B.A. Perry 2017 - Gymnopus uniformis (Peck) Murrill 1916 - Gymnopus variicolor Antonín, Ryoo, Ka & Tomšovský 2016 - Gymnopus vernus (Ryman) Antonín & Noordel. 2008 - Gymnopus villosipes (Cleland) Desjardin, Halling & B.A. Perry 1997 - Gymnopus vinaceus (G. Stev.) J.A. Cooper & P. Leonard 2012 - Gymnopus virescens A.W. Wilson, Desjardin & E. Horak 2004 - Gymnopus virginianus Murrill 1916 - Gymnopus viridis Gray 1821 - Gymnopus vitellinipes A.W. Wilson, Desjardin & E. Horak 2004 - Gymnopus volkertii Murrill 1916 - Gymnopus westii (Murrill) E. César, Bandala & Montoya 2018 |

## Genul în imagini

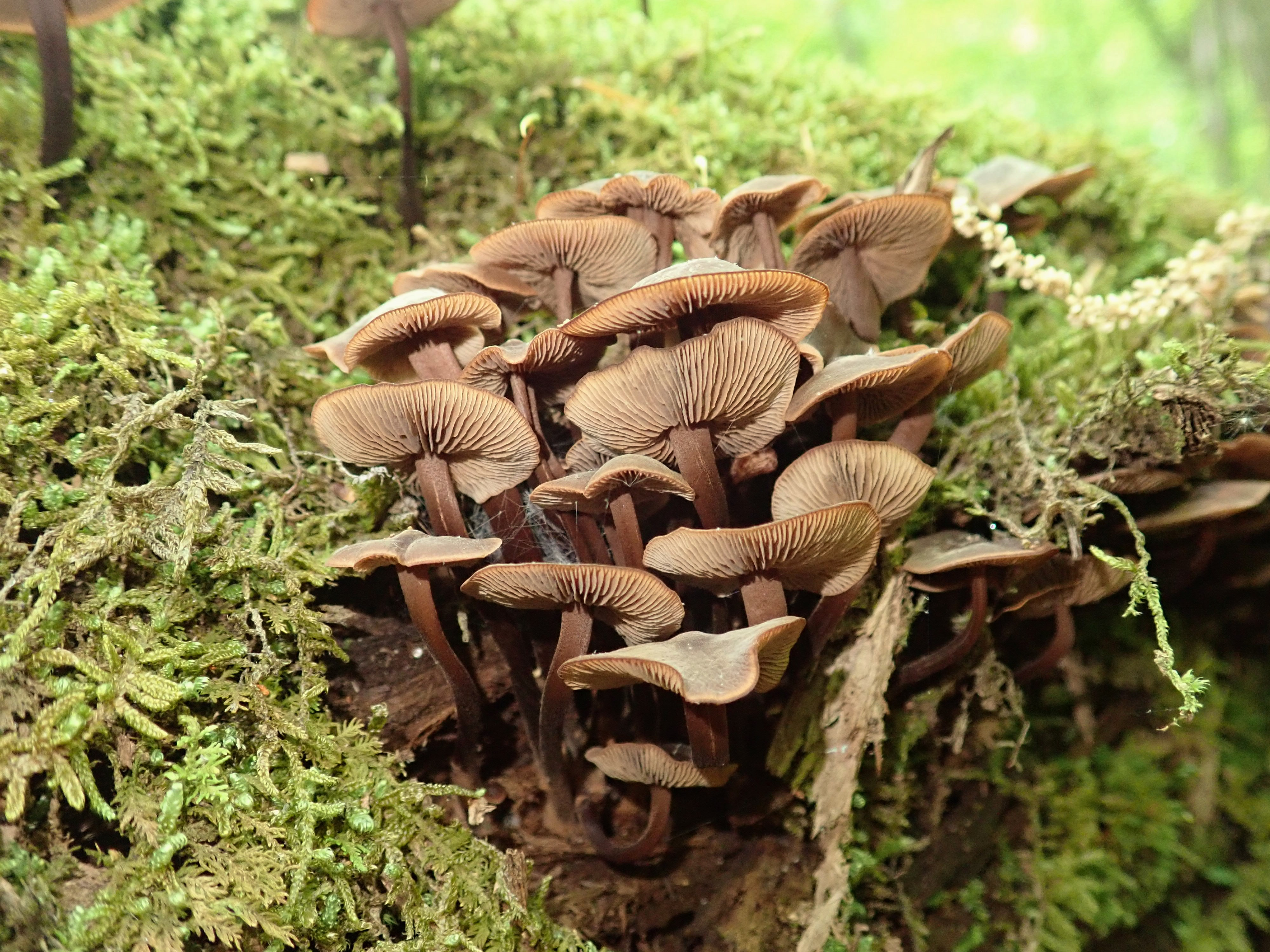
G. alkalivirens
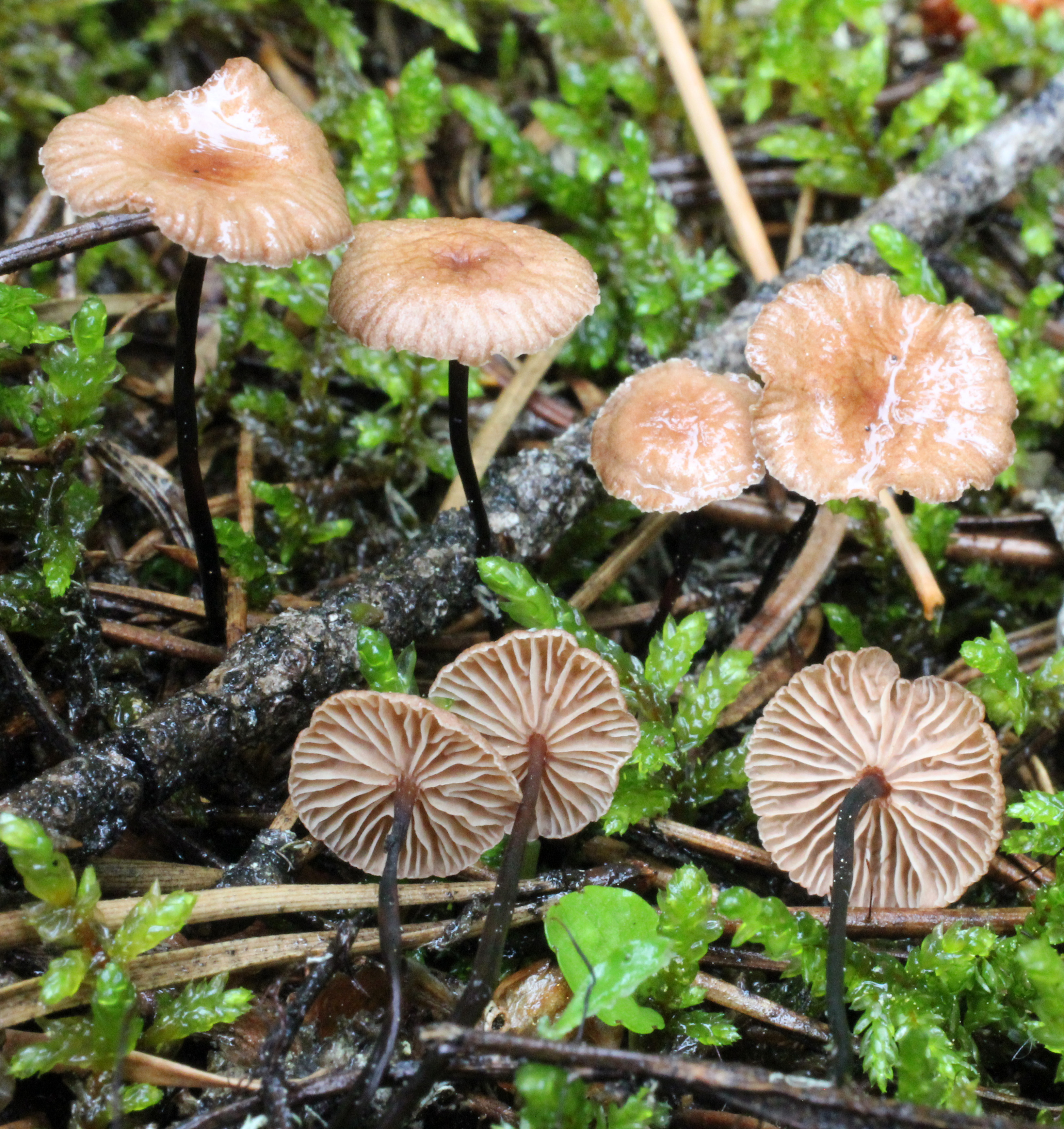
G androsaceus
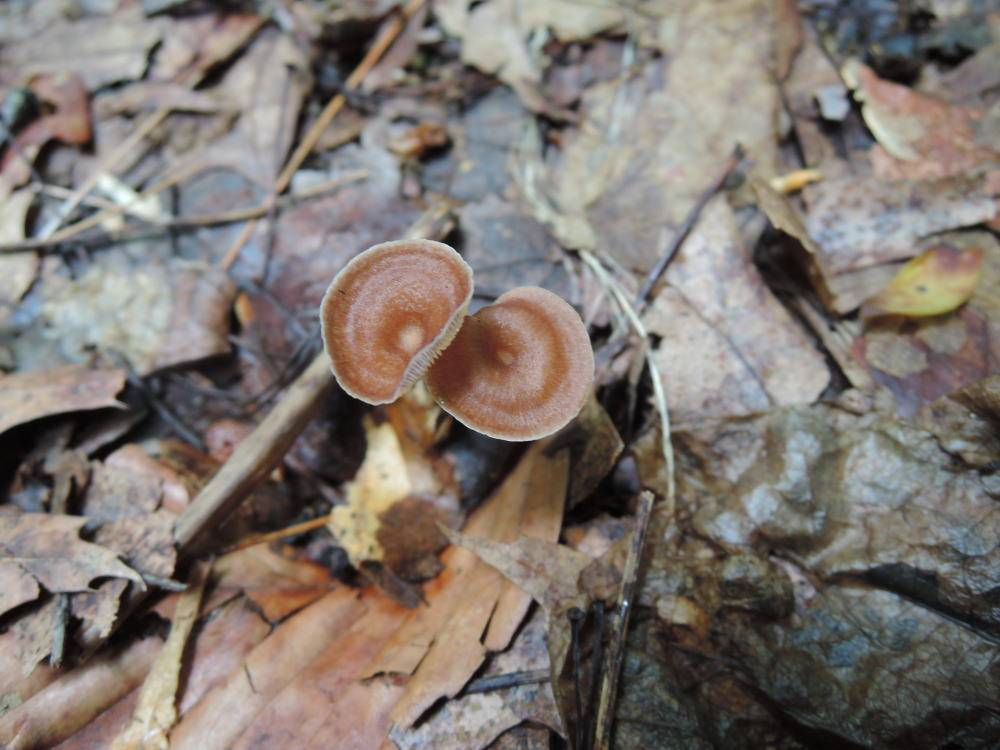
G. biformis
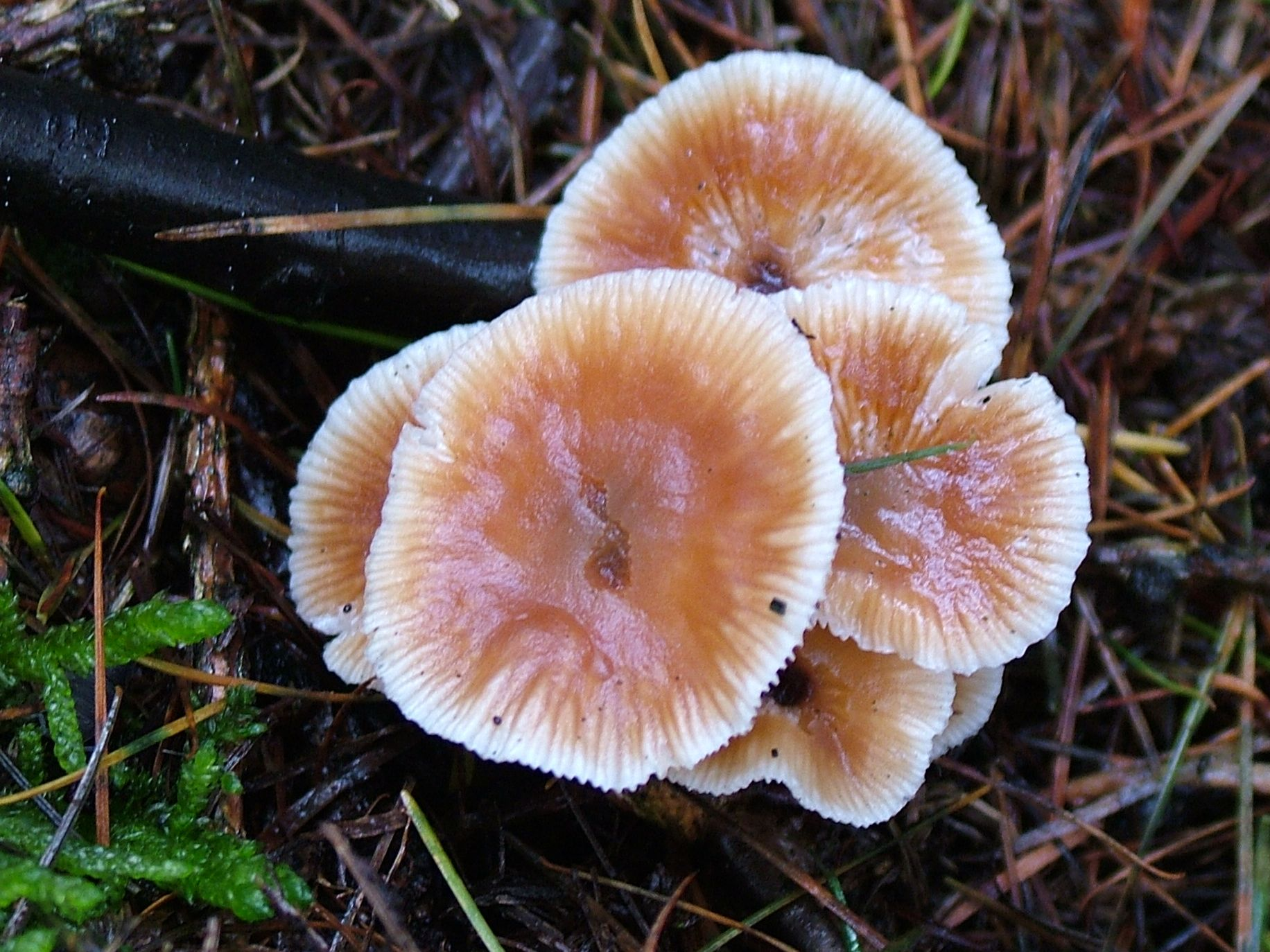
G. brassicolens
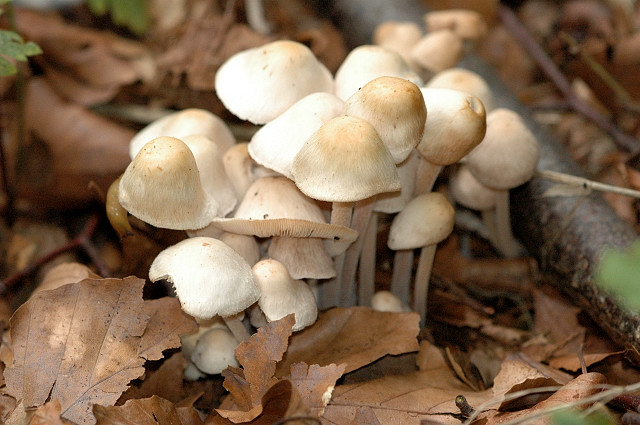
G. confluens
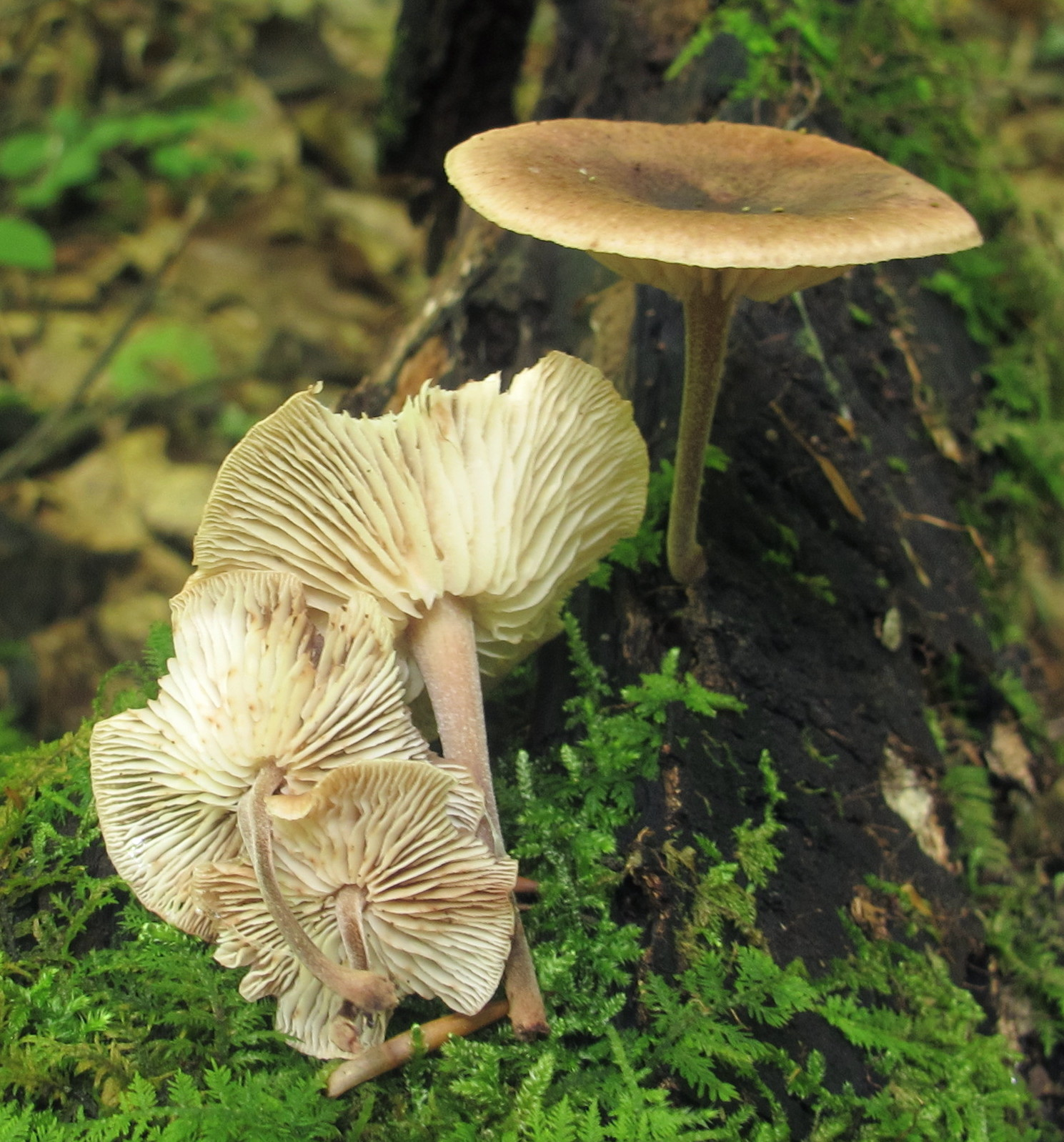
G. dichrous
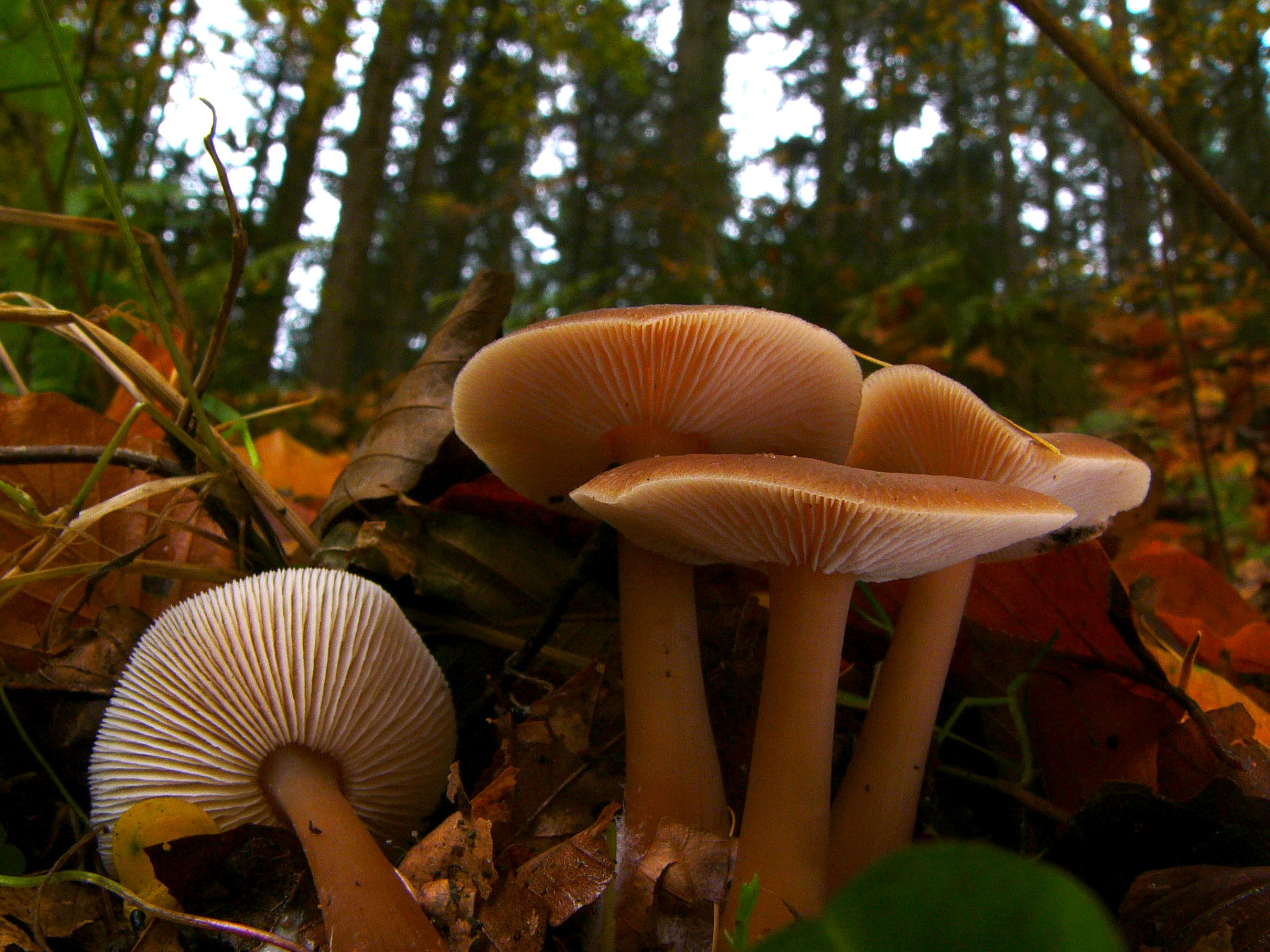
G. dryophilus
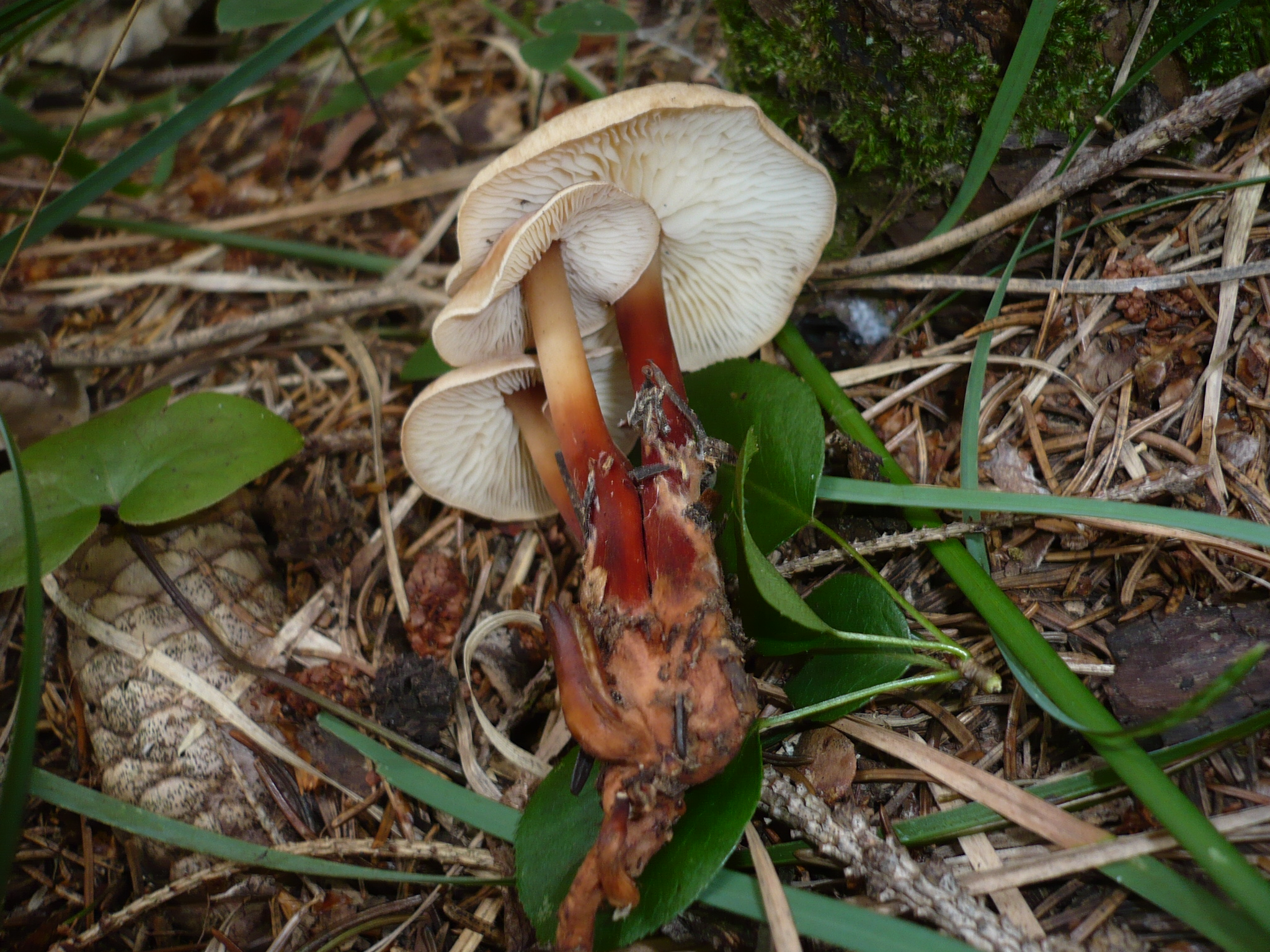
G. erythropus
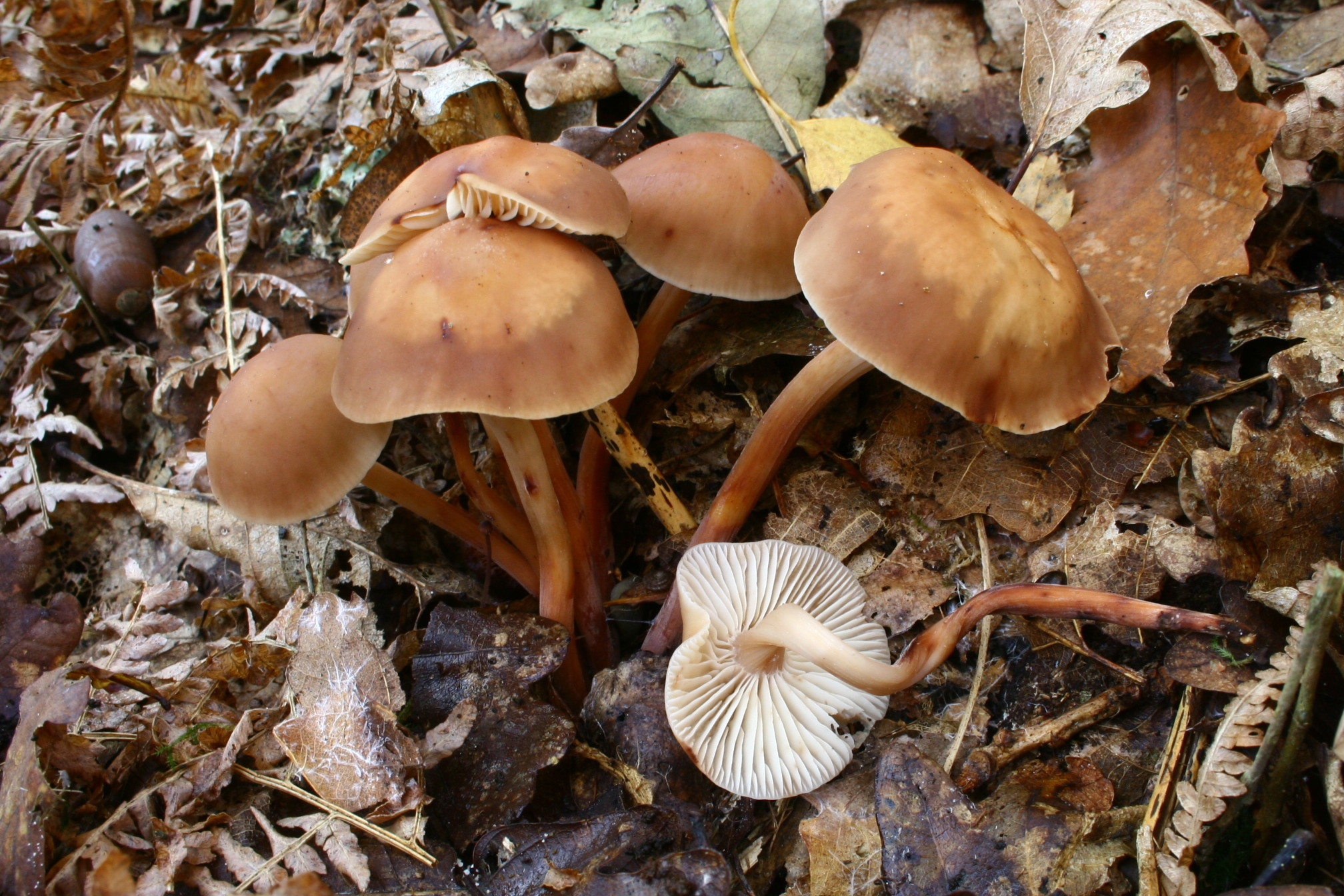
G. fusipes
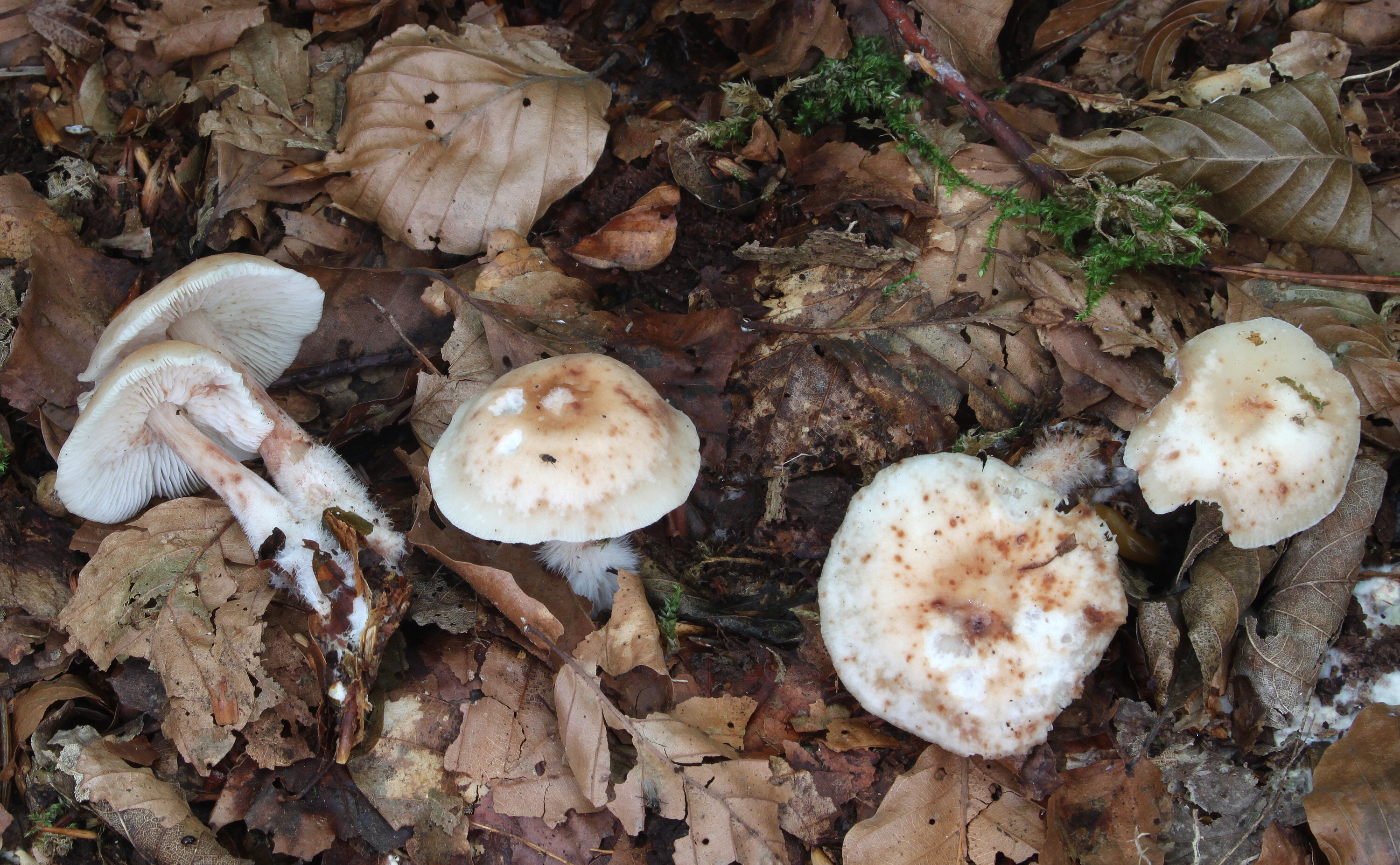
G. hariolorum

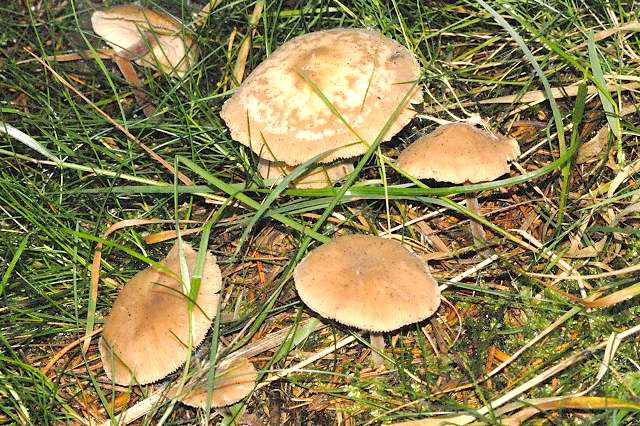
G. impudicus
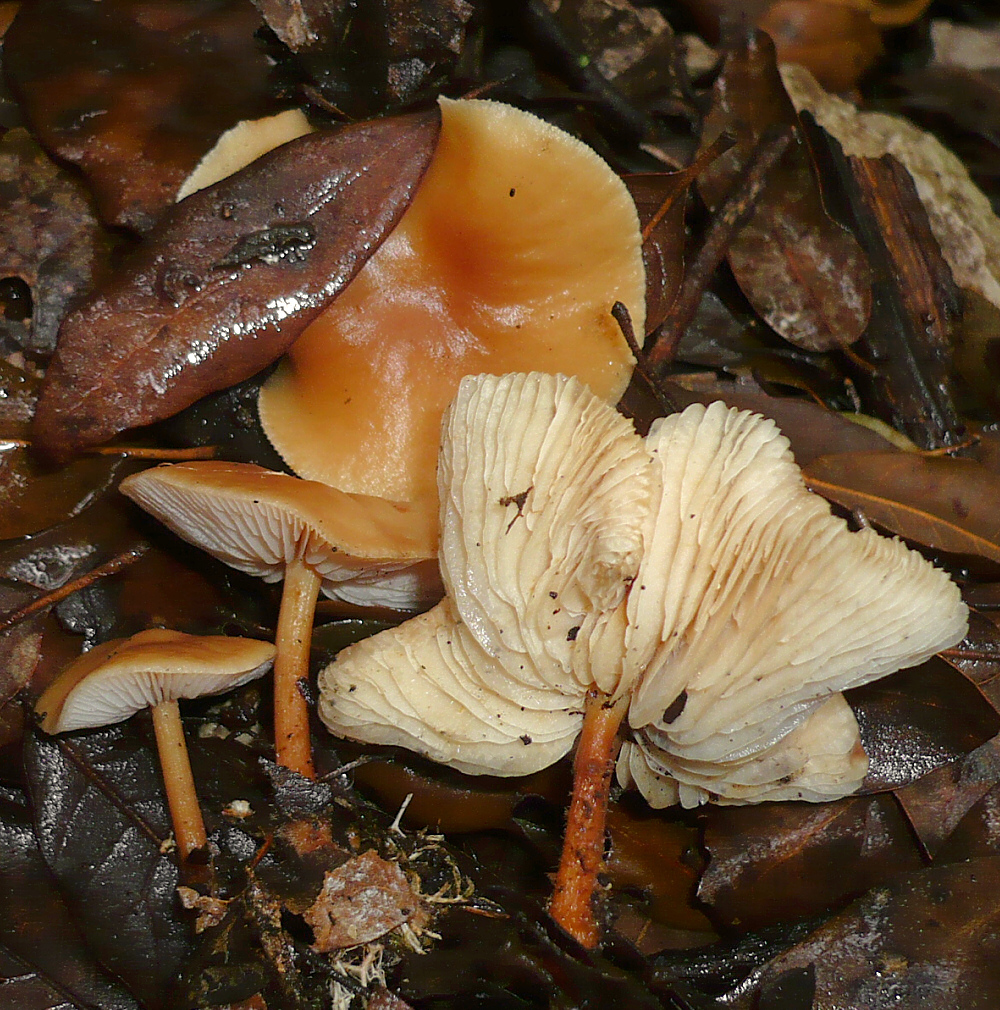
G. lanipes
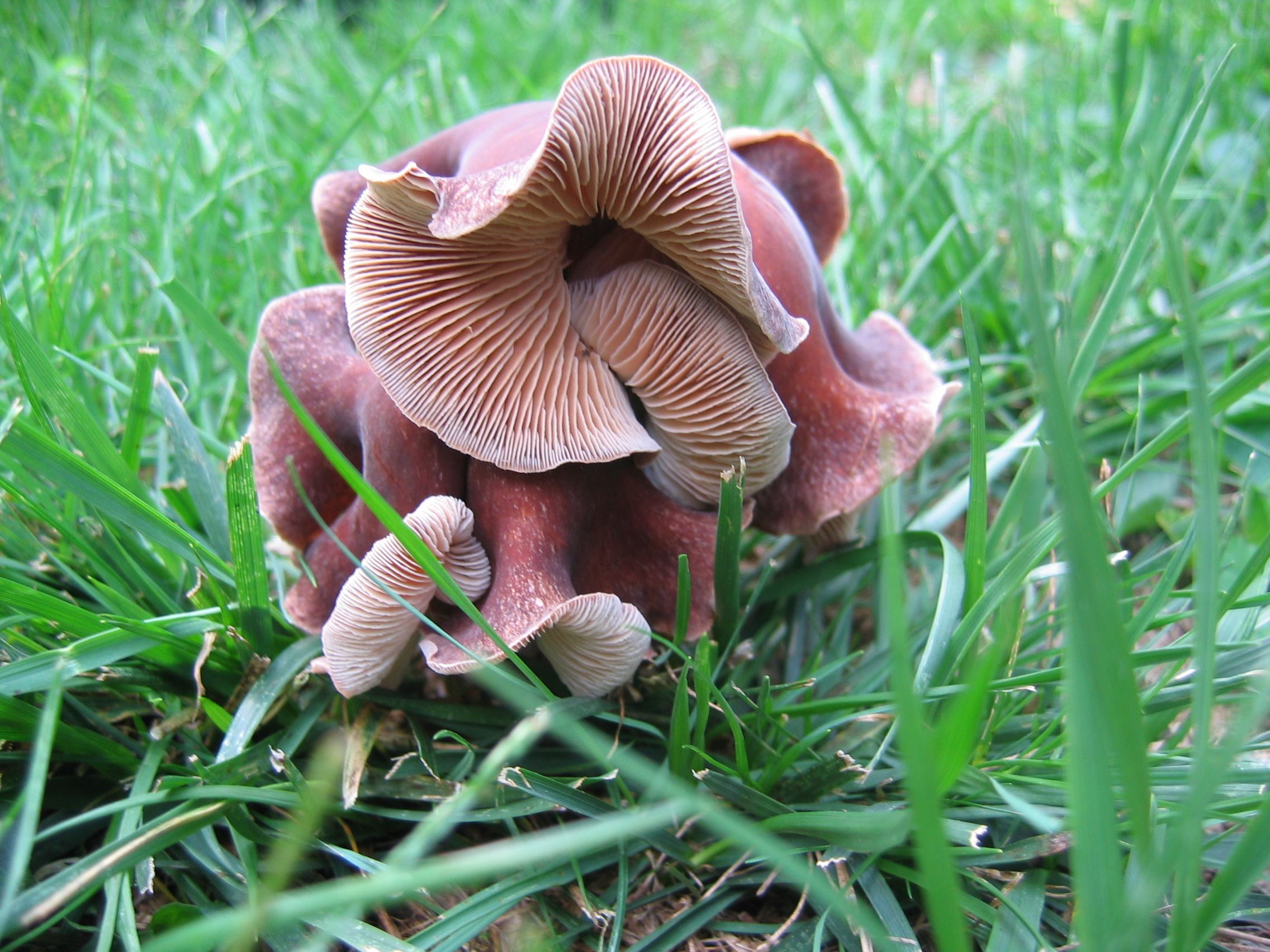
G. luxurians
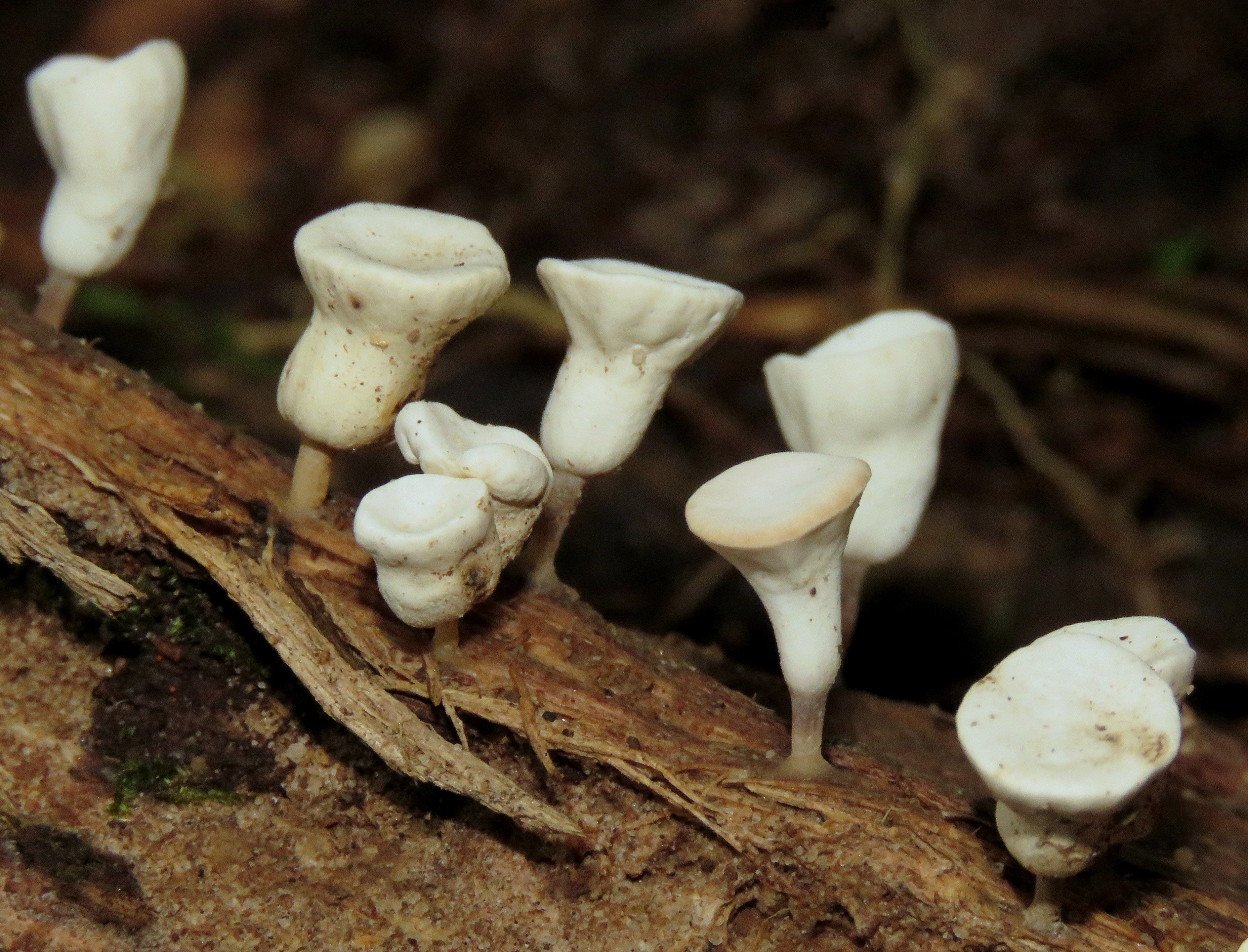
G.montagnei
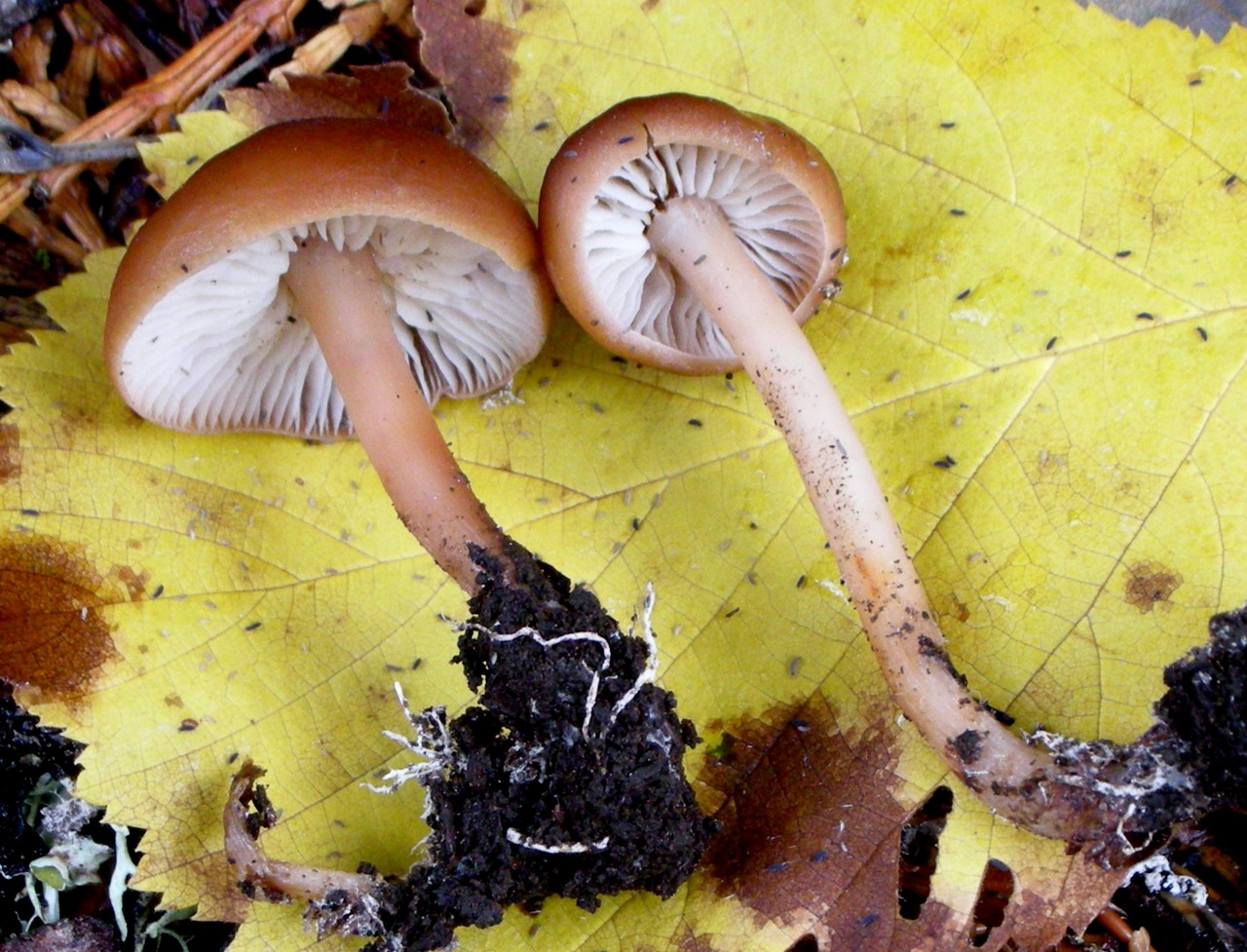
G. ocior
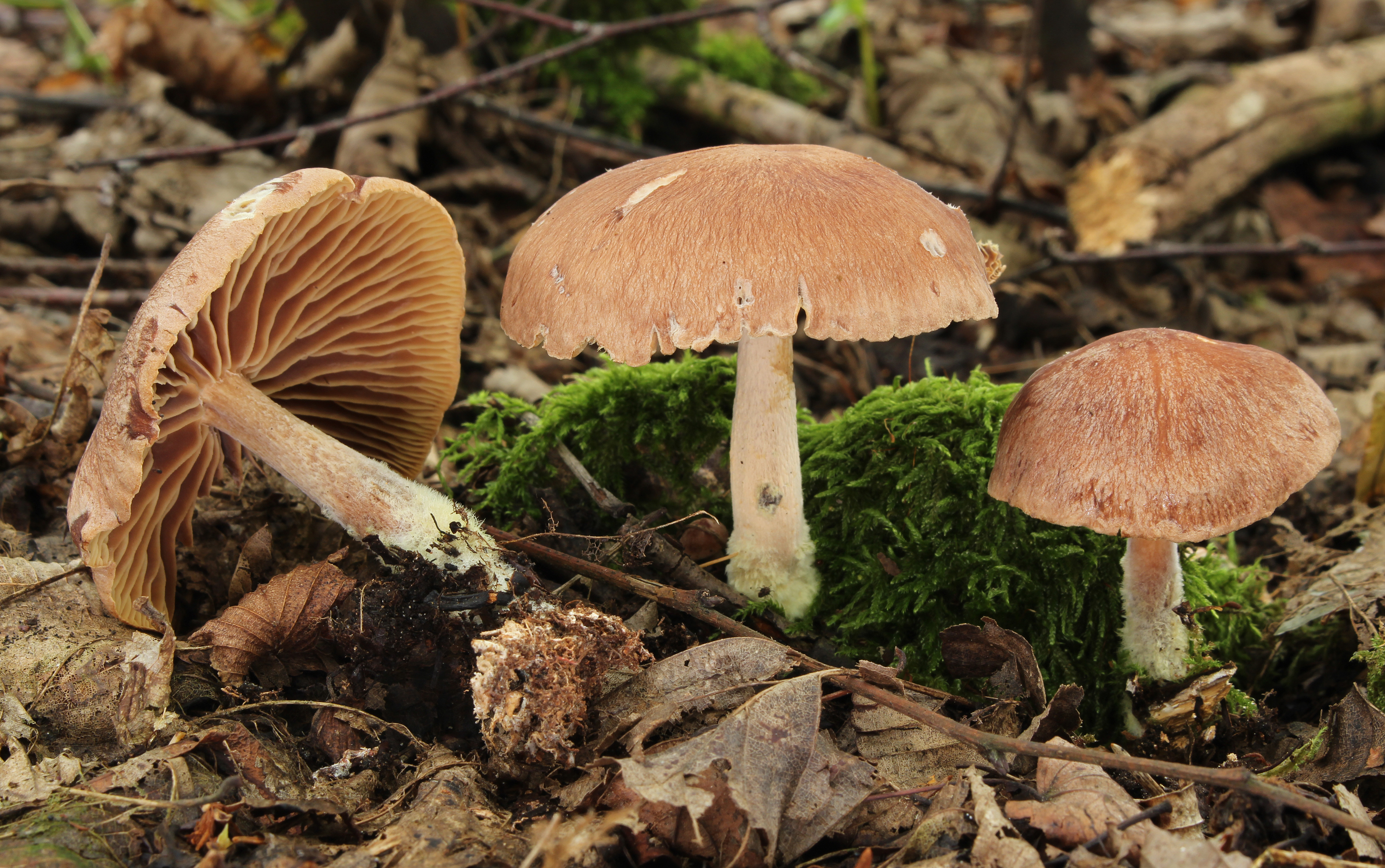
G. peronatus
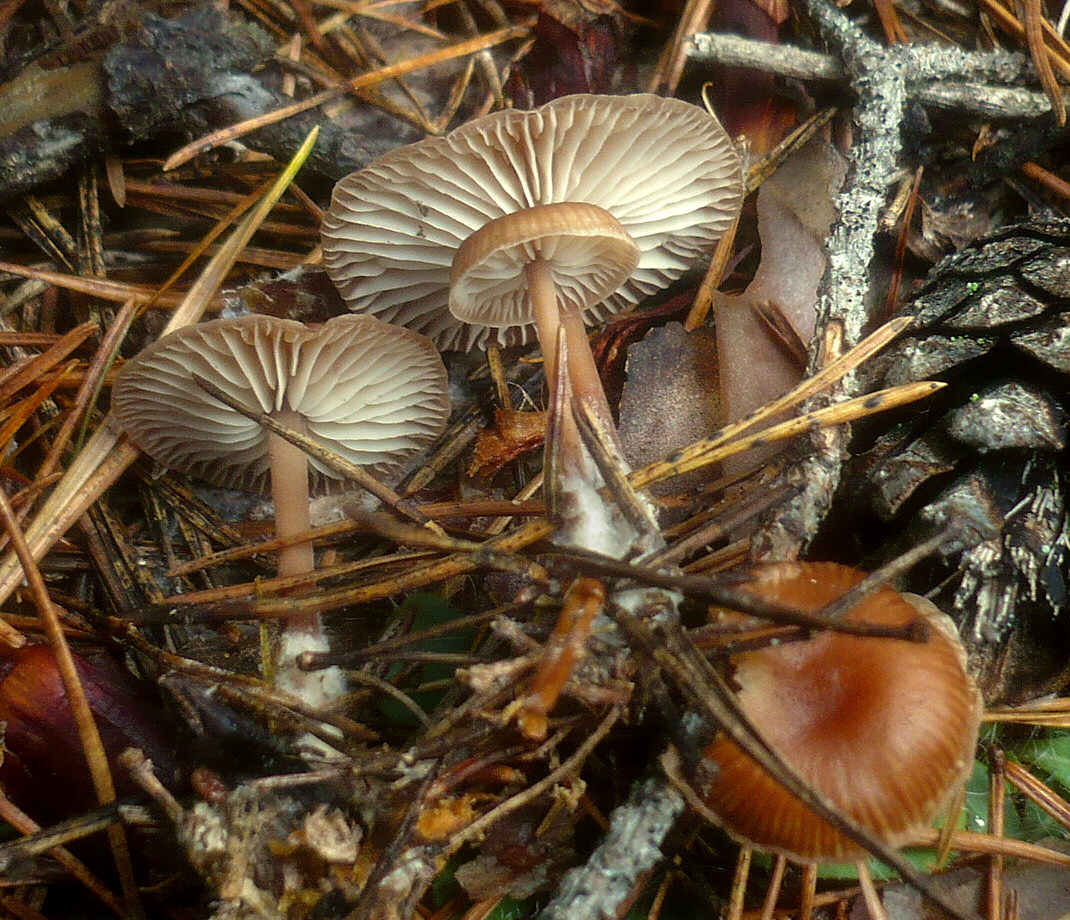
G. putillus
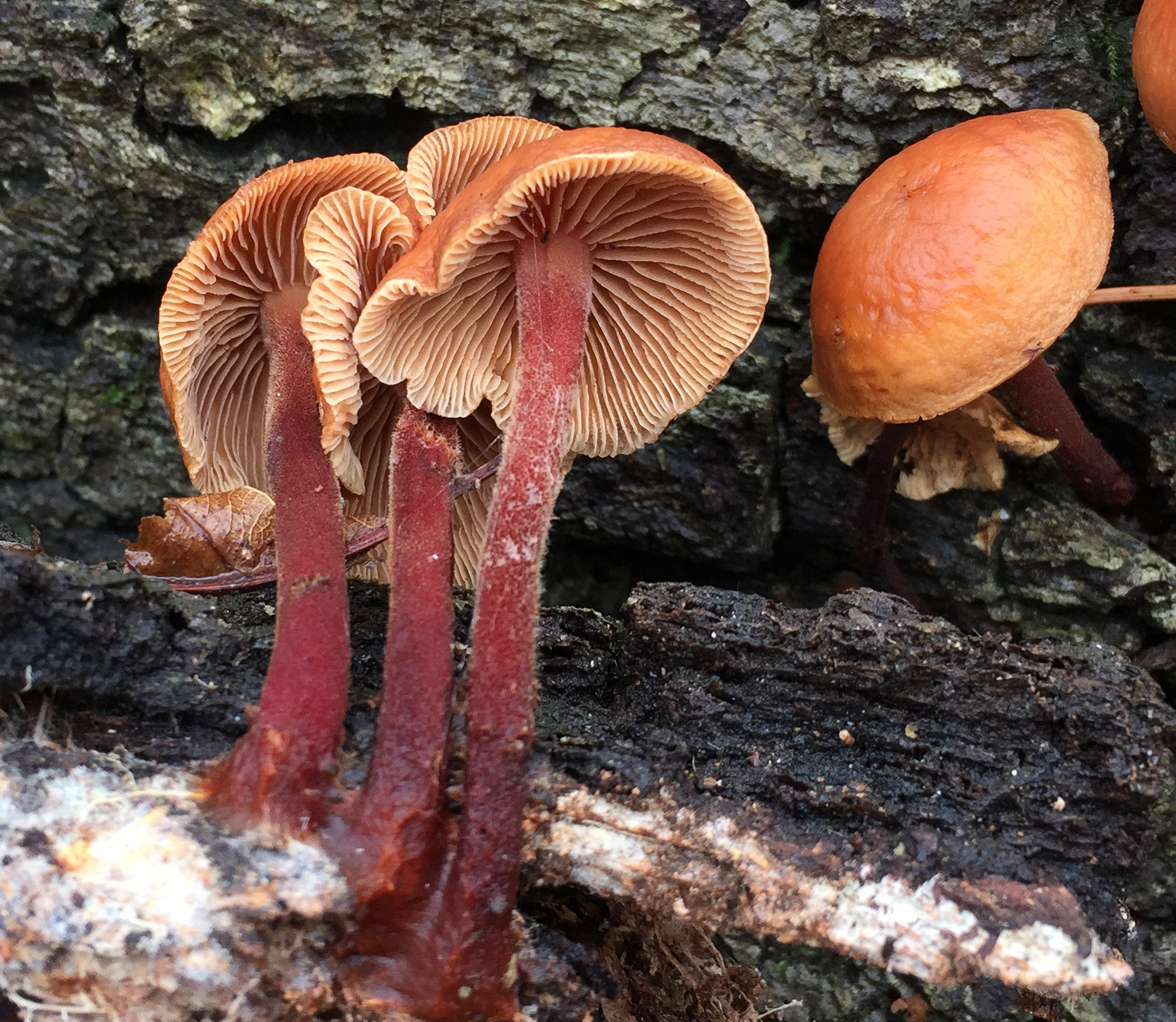
G. spongiosus
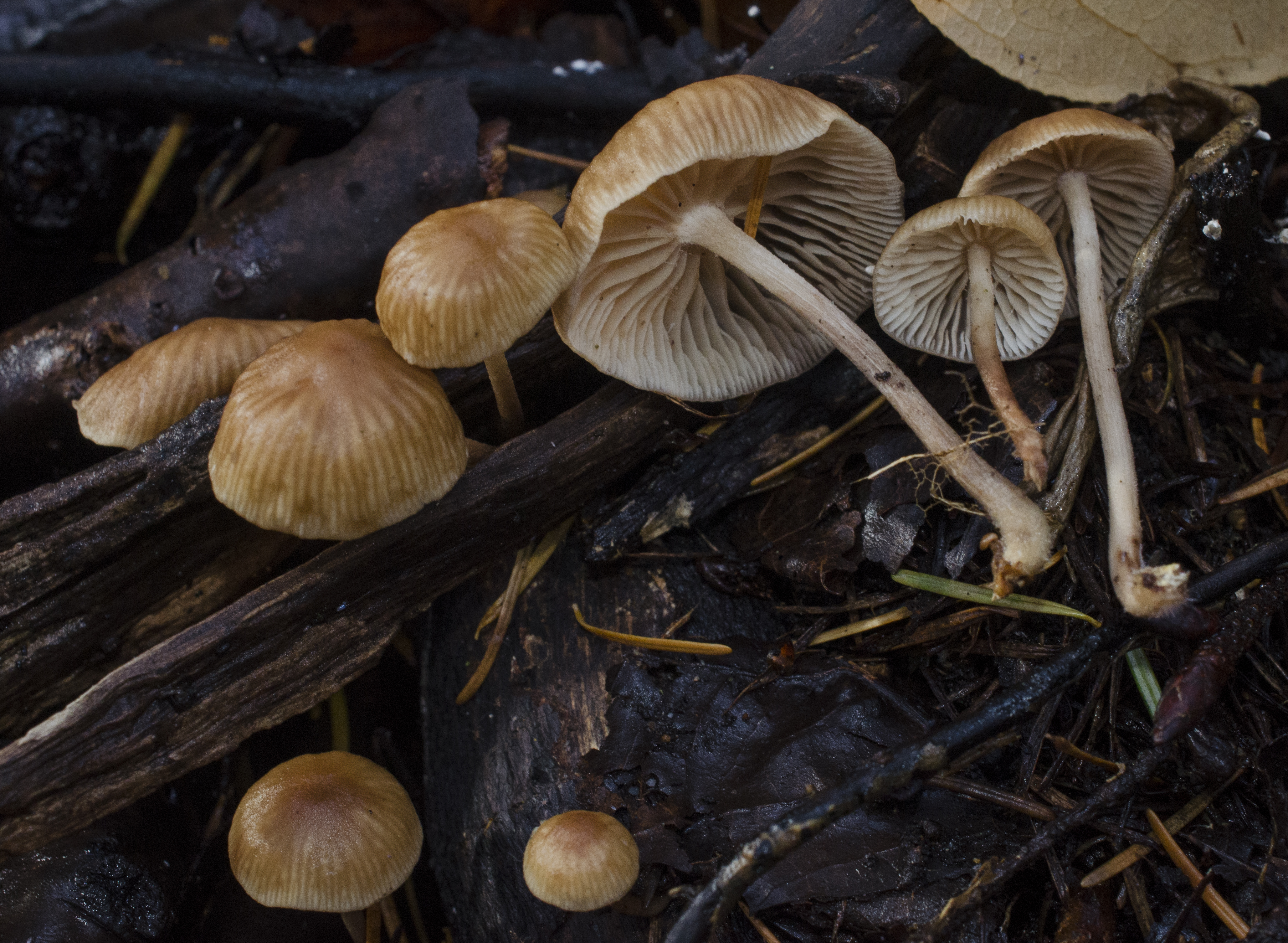
G. subpruinosus
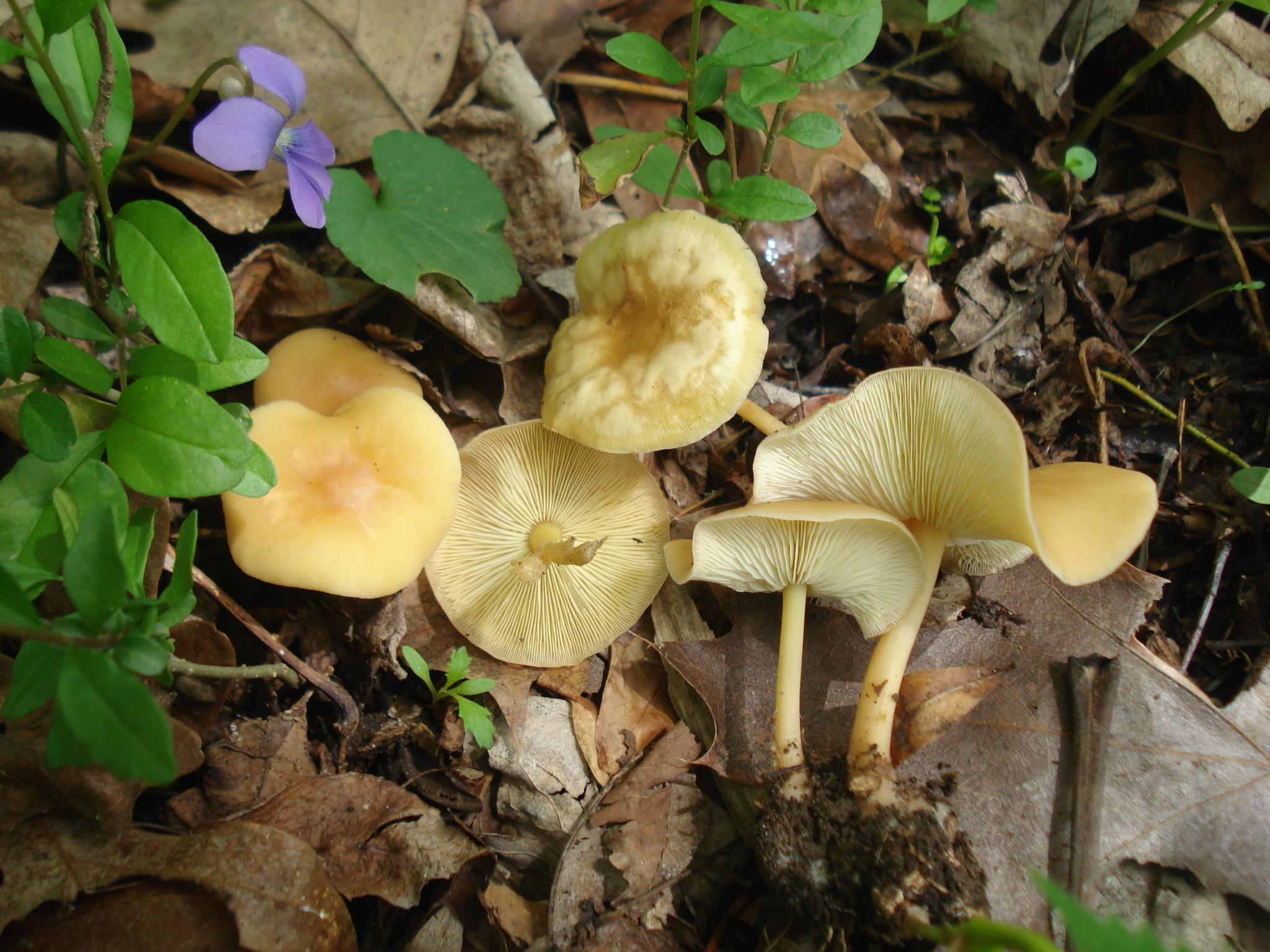
G. subsulphureus